# بوبراوا
بوبراوا (انگلیسی: Bobrava) یک شهرک در بخش راکیتیانسکی استان بلگورود کشور روسیه است.